# 卵头鲨鳕
卵头鲨鳕（学名：Squalogadus modificatus），又名卵首鱈，为长尾鳕科卵首鱈屬的鱼类。分布于过去仅见于日本南部相模湾到丰后水道等海域以及最近见于东中国海东部和琉球海沟的北端附近海区等，属于西北太平洋水深约980-1400米和底为淡绿灰色泥质海区的底层鱼类。该物种的模式产地在豊后水道。

## 分布
本魚分布於全球各大洋。

## 特徵
本魚頭部圓形甚大，寬而柔軟，布滿弱而小的櫛鱗。眼小，眼睛正前方有一黏液腔。吻短圓鈍，口下位，從頭部腹面看嘴呈倒U型，上頷齒列中間有一明顯裂縫。無頦鬚，齒細小呈顆粒狀，多行排列成齒帶。背鰭一個低而長，無鰭棘；胸鰭，腹鰭急臀鰭均短小而不發達，頭部及腹部為深棕色，其餘部分淺棕色。體部有特化鱗片，其棘刺長呈豎立狀；鱗片排列不重複成覆瓦狀。

## 生態
棲息在900~1400公尺的深海床之泥沙底質，有日夜垂直洄游行為，在繁殖季節或覓食時會游至較淺的海域，肉食性，以小型蝦蟹為主食。數量稀少，罕見。

## 經濟利用
無任何經濟價值。